# ナショナルリーグ・サウス
ナショナルリーグ・サウス（National League South）は、イングランドのサッカーリーグである。2015年までの旧称はカンファレンス・サウス（Conference South）。最上位であるプレミアリーグから数えて5つ下のディビジョン、実質6部にあたる。
リーグは22クラブで構成され、優勝クラブはナショナルリーグへ昇格する。2位から7位の6クラブはレギュラーシーズン終了後にプレーオフを行い、勝者がナショナルリーグへ昇格する。また、20位以下の下位3チームは、下位のディビジョンである、イスミアンフットボールリーグ、サザンフットボールリーグのいずれかに降格する。(本拠地の位置よって所属が異なるため)

## 所属クラブ（2022-23シーズン）
- バース・シティ
- ビラリキー・タウン
- ブレントリー・タウン
- チェルムスフォード・シティ
- チェスハント
- チッペンハム・タウン
- コンコード・レンジャーズ
- ダートフォード
- ドーバー・アスレティック
- ダリッジ・ハムレット
- イーストボーン・バラ
- エブスフリート・ユナイテッド
- ファーンバラ
- ハヴァント・アンド・ウォータールーヴィル
- ハンプトン・アンド・リッチモンド・バラ
- ヘメル・ヘンプスタッド・タウン
- ハンガーフォード・タウン
- オックスフォード・シティ
- スロウ・タウン
- セント・オールバンズ・シティ
- トーントン・タウン
- トンブリッジ・エンジェルズ
- ウェリング・ユナイテッド
- ウェイマス
- ワージング

## 記録
| シーズン | 優勝                                     | プレーオフ優勝                             |
| -------- | ---------------------------------------- | ------------------------------------------ |
| 2004–05  | グレイズ・アスレティック                 | イーストボーン・ボロ                       |
| 2005–06  | ウェイマス                               | セント・アルバンズ・シティ                 |
| 2006–07  | ヒストン                                 | ソールズベリー・シティ                     |
| 2007–08  | ルイス                                   | イーストボーン・ボロ                       |
| 2008–09  | AFCウィンブルドン                        | ヘイズ・アンド・イェディング・ユナイテッド |
| 2009–10  | ニューポート・カウンティ                 | バース・シティ                             |
| 2010–11  | ブレントリー・タウン                     | エブスフリート・ユナイテッド               |
| 2011–12  | ウォキング                               | ダートフォード                             |
| 2012–13  | ウェリング・ユナイテッド                 | ソールズベリー・シティ                     |
| 2013–14  | イーストリー                             | ドーバー・アスレティック                   |
| 2014–15  | ブロムリー                               | ボレアム・ウッド                           |
| 2015–16  | サットン・ユナイテッド                   | メイドストーン・ユナイテッド               |
| 2016-17  | メイデンヘッド・ユナイテッド             | エブスフリート・ユナイテッド               |
| 2017-18  | ハヴァント&ウォータールーヴィル          | ブレントリー・タウン                       |
| 2018-19  | トーキー・ユナイテッド                   | ウォキング                                 |
| 2019-20  | ウィールドストーン                       | ウェイマス                                 |
| 2020-21  | 新型コロナウイルス感染症の流行により中止 | 新型コロナウイルス感染症の流行により中止   |
| 2021-22  | メイドストーン・ユナイテッド             | ドーキング・ワンダラーズ                   |

## シーズン別大会名
- Nationwide Conference South （2004-2007）
- Blue Square South（2007-2010）
- Blue Square Bet South（2010-2013）
- The Skrill South（2013-2014）
- Vanarama Conference South（2014-2015）
- Vanarama National League South  （2015-）